# Sága o Carlovi
Sága o Carlovi (v anglickém originále The Saga of Carl) je 21. díl 24. řady (celkem 529.) amerického animovaného seriálu Simpsonovi. Scénář napsal Eric Kaplan a díl režíroval Chuck Sheetz. V USA měl premiéru dne 19. května 2013 na stanici Fox Broadcasting Company a v Česku byl poprvé vysílán 8. srpna 2013 na stanici Prima Cool.

## Děj
Bart a Líza se stanou závislými na novém animovaném pořadu Ki-Ya Karate Monsters, ve kterém vystupují příšery a mytické bytosti, které jsou bojovníky karate. Marge začne jejich hraní si na bojovníky vadit a trvá na tom, aby šli do muzea, jenže tam zjistí, že hlavní atrakcí jsou také příšery Ki-Ya Karate. Na jiné výstavě týkající se pravděpodobnosti zaujme Homera vzdělávací video s francouzským filozofem Blaisem Pascalem, které pojednává o pravděpodobnosti výhry v loterii. Ten týden vyhrají Homer, Lenny Leonard, Carl Carlson a Vočko Szyslak díky losu celkem 200 000 dolarů, které se dohodnou rozdělit po 50 000. Carl jde los zpeněžit, zatímco ostatní se připravují na oslavný večírek, který se koná ten večer U Vočka. Když se ten večer Carl neukáže, ostatní zjistí, že utekl se všemi penězi. 
Po genealogickém pátrání za asistence Lízy Homer zjistí, že Carl uprchl do země svých předků, na Island (Carlův islandský původ byl poprvé zmíněn v dílu 14. řady Vraťte mi hvězdnou oblohu). Homer, Lenny a Vočko odlétají do Reykjavíku, aby ho vypátrali a vyžádali si svůj oprávněný podíl na penězích. Po příjezdu se setkají s mužem, jenž jim poví o hanebné rodinné historii Carlsonových, podrobně popsané v islandské sáze. Starobylý text je líčí jako zbabělce, kteří nedokázali zabránit barbarským nájezdníkům, aby před tisíci lety pronikli na Island a způsobili obrovskou zkázu. Když Carla vypátrají v domě rodiny Carlsonů, dozvědí se, že důvodem jeho cesty na Island byla snaha očistit jméno své rodiny zakoupením ztracené stránky ze ságy, která podle něj odhalí, že Carlsonové byli ve skutečnosti stateční bojovníci. Také uvádí, že jim to neřekl, protože je nepovažuje za skutečné přátele, že jsou to jen chlapi, kteří dělají trapné „chlapské věci“, jako je pití a sledování filmů. Rozzuřený Lenny se nakonec s Carlem začne rvát a vzápětí se trojice zmocní ztracené stránky a vzdálí se od Carla. Ten chce, aby mu tu stránku vrátil, což by Lenny udělal, ale jedině pro kamaráda a připomene Carlovi, že říkal, že oni jeho kamarádi nejsou.
Nejdřív má trio v plánu stránku zničit, ale po telefonátu přes Skype™ od Marge pocítí soucit s Carlovým osudem a rozhodnou se stránku přeložit a získané informace pak využít k tomu, aby mu pomohli. Naučí se číst ve staré islandštině a ze stránky zjistí, že Carlsonovi předkové byli ve skutečnosti ještě horší, než si lidé mysleli – byli to vlastně kolaboranti, kteří nejenže bez skrupulí vpustili barbary na Island, ale přidali se k nim při rabování, žhářství a masovém vraždění. Tím se jejich smutek nad tím, co Carl prožil, ještě zvyšuje. 
Trojice shromáždí všechny Islanďany na náměstí a vysvětlí jim, jaké dobré skutky pro ně Carl za ta léta udělal – kdysi pomohl Lennymu přestěhovat dům, Vočkovi pomohl vymalovat dům a v Homerově lednici vždycky nechává zbytky piva. Pod dojmem jeho dobrých vlastností a „mnoha drobných laskavostí“ Islanďané Carlsonovým oficiálně odpustí a jejich pověst je očištěna, takže se konečně zase mohou ukázat na veřejnosti. Když se Carlova otce zeptá, jak to, že se nemůže smířit s tím, že Homer, Lenny a Vočko jsou opravdoví přátelé, Carl se rozpláče a řekne, že to nemůže popřít, a všichni muži se znovu přátelsky a s láskou spojí. 
Po návratu do Springfieldu Carl poděkuje svým přátelům za to, že jej naučili pravým hodnotám přátelství. Homer, který si plánoval za svůj podíl z loterie ve výši 50 000 dolarů postavit luxusní bazén, se místo toho spojí s Vočkem, Lennym a Carlem a vytvoří minibazény z pivních sudů, které si všichni užijí – kromě samotného Homera, jenž v minibazénu uvízne.

## Přijetí

### Hodnocení
Epizoda získala v demografické skupině diváků od 18 do 49 let rating 1,9 a sledovalo ji celkem 4,01 milionu diváků. Byla však druhým nejsledovanějším pořadem v rámci bloku Animation Domination na stanici Fox v ten večer.

### Přijetí kritiky
Robert David Sullivan z The A.V. Clubu udělil dílu známku B−, když řekl: „Není to příliš vtipná epizoda, ale máte pocit, že se animátoři rádi dostali ze Springfieldu, a hudba ke scénám na Islandu od indierockové skupiny Sigur Rós je přinejmenším vítanou změnou oproti staromilské hudbě, kterou si seriál v této sezóně nevysvětlitelně oblíbil.“.